# 授徽儀式 (護理)

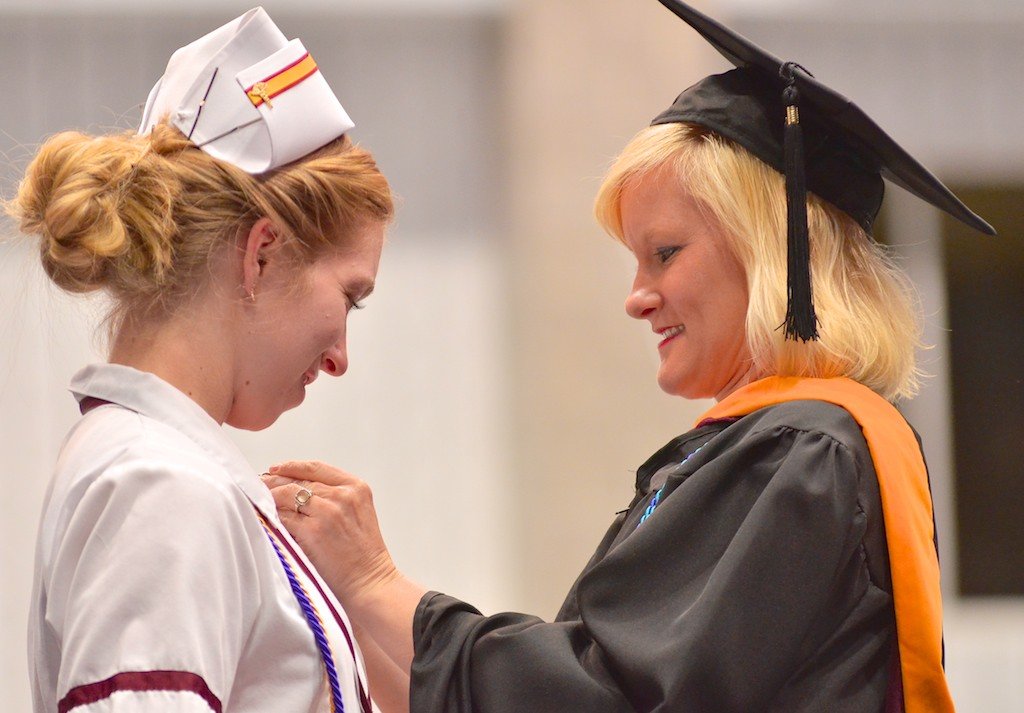
護理系教授正為畢業生別上護理徽章

授徽儀式（英語：Pinning ceremony）為護理系學生畢業進入職場前的一種儀式，通常是由護理學校的師長為畢業生別上護理徽章，但畢業生也可以自行選擇由親屬或好友為自己別上徽章。護理系學生也會在此儀式上朗頌南丁格爾誓言。
亞洲地區的護理學校則傾向於舉行更正式的加冠典禮。

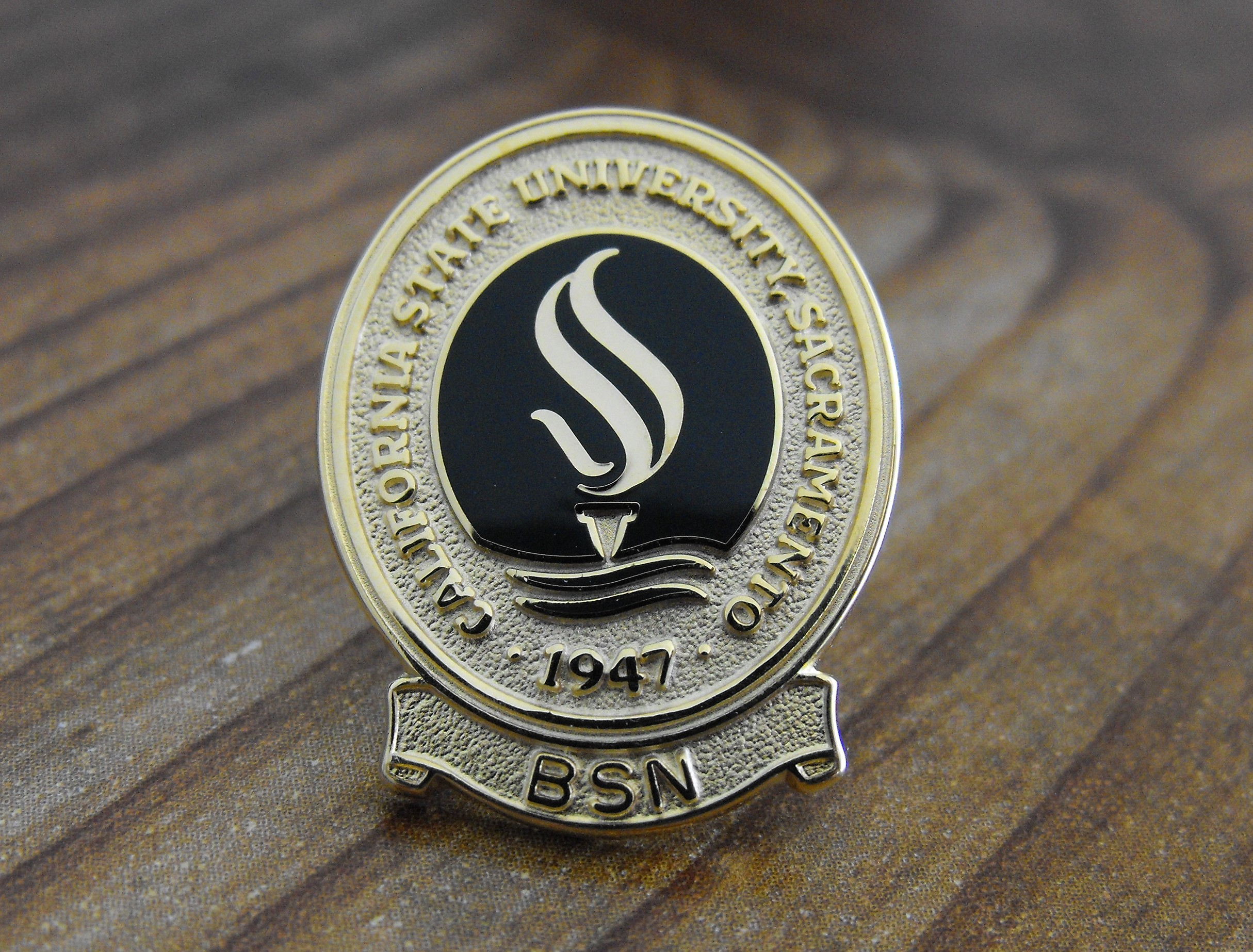
加州州立大學薩克拉門托分校的護理徽章